# Marselhesa dos Trabalhadores
A "Marselhesa dos trabalhadores" é uma canção revolucionária russa que leva o nome de "La Marseillaise", o atual hino nacional da França. É baseada em um poema de Pyotr Lavrov , publicado pela primeira vez em 1º de julho de 1875 em Londres como "Uma Nova Canção". O poema reflete um programa socialista radical e clama pela destruição violenta da monarquia russa. No final de 1875 ou em 1876, este poema começou a ser cantado na Rússia com a melodia do último verso da canção de Robert Schumann " Die beiden grenadiere ". A melodia de Schumann é inspirada na Marselhesa original, mas é visivelmente diferente dela. Assim, a melodia da Marselhesa dos Trabalhadores está apenas indiretamente relacionada à Marselhesa original, e a letra não. A canção está próxima do gênero romance cruel , e isso influenciou sua popularidade. O nome "Marselhesa dos Trabalhadores" foi fixado desde a década de 1890.
Existiu ao lado de várias outras versões populares, entre elas a Marselhesa do Soldado e a Marselhesa do Camponês.
Este hino foi popular durante a Revolução Russa de 1905 e foi usado como hino nacional pelo Governo Provisório Russo até sua derrubada na Revolução de Outubro . Permaneceu em uso pela Rússia Soviética por um curto período ao lado de " A Internacional ". Durante a Revolução de 1917, foi tocado em todas as assembleias públicas, manifestações de rua, concertos e peças de teatro.

## Hino
| Original | Transliteração latina | Tradução para o português |
| --- | --- | --- |
| Отречёмся от старого мира, Отряхнём его прах с наших ног! Нам враждебны златые кумиры, Ненавистен нам царский чертог. Мы пойдём к нашим страждущим братьям, Мы к голодному люду пойдём, С ним пошлём мы злодеям проклятья — На борьбу мы его поведём. Вставай, поднимайся, рабочий народ! Вставай на врага, люд голодный! Раздайся, клич мести народной! Вперёд, вперёд, вперёд, вперёд, вперёд! Богачи-кулаки жадной сворой Расхищают тяжёлый твой труд. Твоим потом жиреют обжоры, Твой последний кусок они рвут. Голодай, чтоб они пировали, Голодай, чтоб в игре биржевой Они совесть и честь продавали, Чтоб глумились они над тобой. Тебе отдых — одна лишь могила. Весь свой век недоимку готовь. Царь-вампир из тебя тянет жилы, Царь-вампир пьёт народную кровь. Ему нужны для войска солдаты — Подавай ты ему сыновей. Ему нужны пиры и палаты — Подавай ему крови своей Не довольно ли вечного горя? Встанем, братья, повсюду зараз! От Днепра и до Белого моря, И Поволжье, и Дальний Кавказ! На врагов, на собак — на богатых, И на злого вампира — царя. Бей, губи их, злодеев проклятых, Засветись, лучшей жизни заря. И взойдёт за кровавой зарёю Солнце правды и братской любви, Хоть купили мы страшной ценою — Кровью нашею — счастье земли. И настанет година свободы: Сгинет ложь, сгинет зло навсегда, И сольются в одно все народы В вольном царстве святого труда.𝄇 | Otrechomsya ot starogo mira, Otryakhnom yego prakh s nashikh nog! Nam vrazhdebny zlatyye kumiry, Nenavisten nam tsarskiy chertog. My poydom k nashim strazhdushchim brat'yam, My k golodnomu lyudu poydom, S nim poshlom my zlodeyam proklyat'ya — Na bor'bu my yego povedom. Vstavay, podnimaysya, rabochiy narod! Vstavay na vraga, lyud golodnyy! Razdaysya, klich mesti narodnoy! Vperod, vperod, vperod, vperod, vperod! Bogachi-kulaki zhadnoy svoroy Raskhishchayut tyazholyy tvoy trud. Tvoim potom zhireyut obzhory, Tvoy posledniy kusok oni rvut. Goloday, chtob oni pirovali, Goloday, chtob v igre birzhevoy Oni sovest' i chest' prodavali, Chtob glumilis' oni nad toboy. Tebe otdykh — odna lish' mogila. Ves' svoy vek nedoimku gotov'. Tsar'-vampir iz tebya tyanet zhily, Tsar'-vampir p'yot narodnuyu krov'. Yemu nuzhny dlya voyska soldaty — Podavay ty yemu synovey. Yemu nuzhny piry i palaty — Podavay yemu krovi svoyey. Ne dovol'no li vechnogo gorya? Vstanem, brat'ya, povsyudu zaraz — Ot Dnepra i do Belogo morya, I Povolzh'ye, i Dal'niy Kavkaz. Na vragov, na sobak — na bogatykh, I na zlogo vampira — tsarya. Bey, gubi ikh, zlodeyev proklyatykh, Zasvetis', luchshey zhizni zarya. I vzoydot za krovavoy zaroyu Solntse pravdy i bratskoy lyubvi, Khot' kupili my strashnoy tsenoyu — Krov'yu nasheyu — schast'ye zemli. I nastanet godina svobody: Sginet lozh', sginet zlo navsegda, I sol'yutsya v odno vse narody V vol'nom tsarstve svyatogo truda. | Vamos renunciar ao velho mundo, Sacudir suas cinzas de nossos pés! Somos hostis aos ídolos de ouro, Odiamos o palácio do czar. Iremos aos nossos irmãos sofredores, Iremos ao povo faminto, Enviaremos maldições aos vilões com eles. Nós os levaremos à luta. Levantem-se, levantem-se, trabalhadores! Levantem-se contra o inimigo, povo faminto! Ressoe, o grito de vingança do povo! Adiante, adiante, adiante, adiante, adiante, adiante! Os kulaks ricos com suas hordas gananciosas Roubam seu trabalho duro. Seu suor engorda os glutões, Eles rasgam seu último pedaço. Deixe-os famintos para festejar, Deixe-os famintos de sua consciência e honra Eles vendem sua consciência e honra, Para que possam zombar de você. Seu descanso é apenas um túmulo. Durante toda a sua vida você será mal pago. O czar vampiro está sugando a vida de você, O czar vampiro bebe o sangue do povo. Ele precisa de soldados para seu exército. Dê-lhe filhos. Ele precisa de festas e aposentos. Dê-lhe seu sangue. A tristeza eterna não é suficiente? Vamos nos levantar, irmãos, em todos os lugares ao mesmo tempo. Do Dnieper ao Mar Branco, E o Volga e o Cáucaso Distante. Sobre os inimigos, sobre os cães, sobre os ricos, E o czar vampiro maligno. Mate-os, mate-os, os vilões condenados, Ilumine, uma vida melhor amanhece. E além do amanhecer sangrento O sol da verdade e do amor fraternal, Embora tenhamos comprado a felicidade com nosso sangue. Com nosso sangue, a felicidade da terra. E o ano da liberdade chegará: As mentiras desaparecerão, o mal desaparecerá para sempre, E todas as nações estarão unidas No reino livre do trabalho sagrado. |